# Résonance non linéaire
En physique, la résonance non linéaire est l'apparition de la résonance dans un système non linéaire. En résonance non linéaire, le comportement du système – fréquence de résonance et mode normal – dépendent de l'amplitude des oscillations, alors que dans un système linéaire, il est indépendant de l'amplitude.

## Description
Deux types de résonance doivent généralement être distingués – linéaire et non linéaire. Du point de vue de la physique, cela dépend de la coïncidence (résonance linéaire) ou non (résonance non linéaire) d'une force extérieure avec la fréquence propre du système. La condition de résonance non linéaire sur la fréquence s'écrit :
{\displaystyle \omega _{n}=\omega _{1}+\omega _{2}+\cdots +\omega _{n-1},}
où les {\displaystyle \omega _{i}=\omega (\mathbf {k} _{i})}, qui peuvent être différents, sont les fréquences propres de la partie linéaire d'une équation aux dérivées partielles. Ici, {\displaystyle \mathbf {k} _{i}} est un vecteur dont les différents indices {\displaystyle i} correspondent aux harmoniques de Fourier, ou modes propres (voir séries de Fourier). Ainsi, la condition de résonance en fréquence est équivalente à une équation diophantienne à plusieurs inconnues. Trouver les solutions revient à résoudre le dixième problème de Hilbert qui est prouvé algorithmiquement non résoluble.
Les notions et résultats principaux de la théorie de la résonance non linéaire sont :
1. L'utilisation d'une forme spéciale de relation de dispersion {\displaystyle \omega =\omega (\mathbf {k} ),} apparaissant dans de nombreuses applications physiques permet de trouver les solutions de la condition de résonance en fréquence.
2. L'ensemble des résonances pour une fonction de dispersion donnée et la forme des conditions de résonance sont divisés en groupes distincts ; la dynamique de chaque groupe peut être étudiée indépendamment (à l'échelle de temps appropriée).
3. Chaque groupe de résonances peut être représenté par un diagramme NR qui est un graphe plan de la structure spéciale. Cette représentation permet de reconstruire de manière unique 3a) un système dynamique décrivant le comportement temporel du groupe et 3b) l'ensemble de ses lois de conservation polynomiales qui sont la généralisation des constantes du mouvement de Manley–Rowe (en) pour les groupes les plus simples (triades et quartets)
4. Les systèmes dynamiques décrivant certains types de groupes peuvent être résolus analytiquement.
5. Ces résultats théoriques peuvent être utilisés directement pour décrire des phénomènes physiques réels (par exemple les oscillations saisonnières de l'atmosphère terrestre) ou de nombreux régimes turbulents d'ondes dans la théorie de la turbulence des ondes (en).

## Décalage de résonance non linéaire

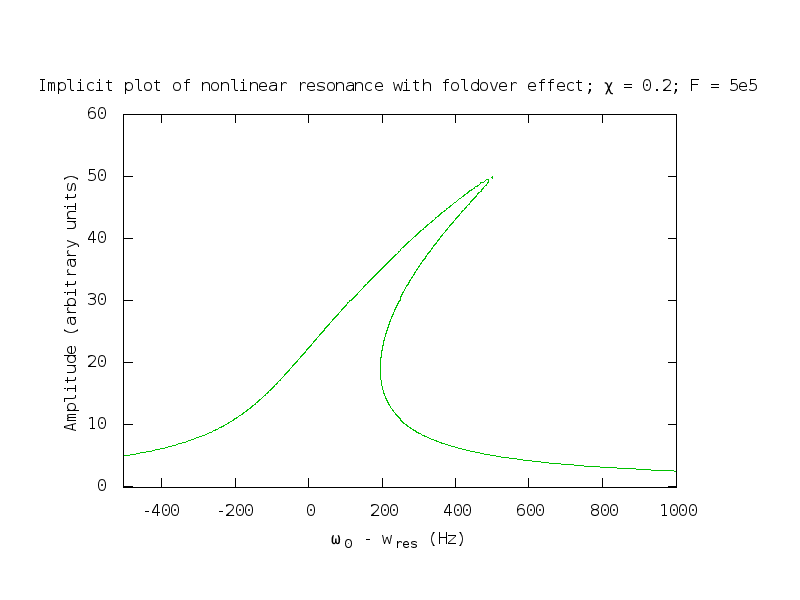
Effet de repliement

Les effets non linéaires peuvent modifier significativement la forme des courbes de résonance des oscillateurs harmoniques.
Premièrement, la fréquence de résonance {\displaystyle \omega } est décalée par rapport à sa valeur « naturelle» {\displaystyle \omega _{0}} suivant la formule :
{\displaystyle \omega =\omega _{0}+\kappa A^{2},}
où {\displaystyle A} est l'amplitude d'oscillation et {\displaystyle \kappa } une constante définie par les coefficients anharmoniques.
Ensuite, la forme de la courbe de résonance est modifiée (effet de repliement). Lorsque l'amplitude de la force externe (sinusoïdale) {\displaystyle F} atteint une valeur critique {\displaystyle F_{\mathrm {crit} }}, des instabilités apparaissent. La valeur critique est donnée par la formule :
{\displaystyle F_{\mathrm {crit} }={\frac {4m^{2}\omega _{0}^{2}\gamma ^{3}}{3{\sqrt {3}}\kappa }},}
où {\displaystyle m} est la masse de l'oscillateur et {\displaystyle \gamma } le coefficient d'amortissement.
Enfin, de nouvelles résonances apparaissent dans lesquelles les oscillations de fréquence proche de {\displaystyle \omega _{0}} sont excitées par une force externe dont la fréquence est assez différente de {\displaystyle \omega _{0}}.